# أنيسول
الأنيسول أو ميثوكسي البنزين هو مركب عضوي عطري له الصيغة C6H5OCH3 . يصنف الأنيسول كيميائياُ على أنه إيثر ناتج من الفينول والميثانول لذا يدعى أيضاً ميثيل فينيل الإيثر.

## الخواص
- الأنيسول سائل عديم اللون له رائحة قريبة من رائحة بذور اليانسون، وهي رائحة مقززة نوعاً ما.
- يتفاعل الأنيسول مع الكواشف المحبة للإلكترونات بشكل أسرع من حلقة البنزين في تفاعلات الاستبدال عطري محب للإلكترونات.

## التحضير
يحضر من تفاعل الفينول مع ثنائي ميثيل سلفات بوجود وسط قاعدي.

## الاستخدامات
- يستعمل الأنيسول كمحل.
- يستعمل في عمليات الاصطناع العضوي مخبرياً.